# ابوبکر مروزی
ابوبکر مروزی با نام کامل ابوبکر محمد بن احمد بن ابی بشر خرقی مروزی ریاضی‌دان مورخ، جغرافی‌دان و منجم ایرانی بود. وی در مرو و خوارزم اقامت داشت وی بر مذهب حنفی بوده است.

## تالیفات
المنتهی الادراک فی تقسیم افلاک-التبصره فی علم الهیئه.